# Leopoldo Bard
Leopoldo Bard (Buenos Aires, Argentina, 11 de noviembre de 1883 – Buenos Aires, Argentina, 1973) fue un médico, diputado nacional de la Unión Cívica Radical, escritor y fundador, dirigente y jugador del Club Atlético River Plate. Incluso fue, junto a Pedro Martínez, quien propuso el nombre del club. Además de ser uno de los fundadores, fue jugador y capitán del primer equipo, así como su primer presidente. Ejerció como diputado nacional de la Unión Cívica Radical.

## Algunos datos biográficos
Fue diputado nacional por la Unión Cívica Radical y también médico con orientación en higiene laboral y fundador del River Plate.

## Infancia y juventud
Desde joven simpatizó con la revolucionaria Unión Cívica Radical. , a los 15 años, inició la carrera de medicina e ingresó como interno al Hospital Muñiz, donde fue recibido por el Doctor Penna y comenzó una carrera profesional que lo llevaría a especializarse en higiene médica y medicina laboral.

### Vida política
Fue un eximio orador de barricada en todo el país. En 1907 compartió tribuna con destacados dirigentes de la época frente a la Plaza Flores en la circunscripción 5º; en ese barrio estaba como interno del Hospital Teodoro Álvarez. En la revolución del 4 de febrero de 1905 (véase revolución radical de 1905) y con escasos quince años, debió ocultarse durante ocho días en la sociedad "Los Nativos de la Frontera", por su incipiente militancia política. Como legislador entre 1922 y 1930, presidió el bloque de diputados nacionales radicales y fue hombre de consulta diaria del presidente Hipólito Yrigoyen. Se destaca en la defensa de la emancipación civil de la mujer y de su derecho al voto, [cita requerida]su propuesta de instaurar el divorcio y su defensa irrestricta de la división tajante entre la Iglesia y el Estado (véase laicidad), la nacionalización de las fuentes de petróleo y su reivindicación de Enrique Mosconi.

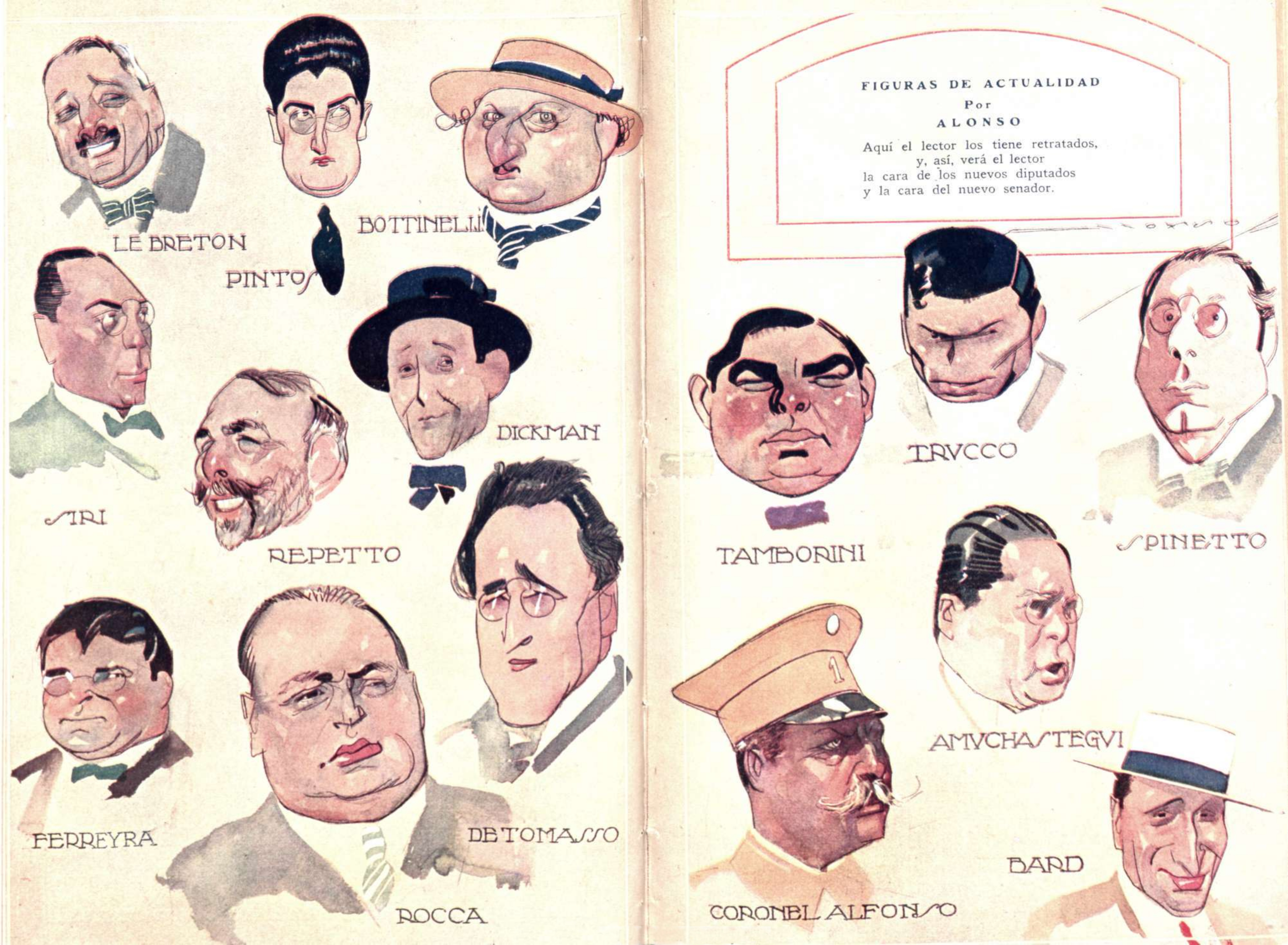
Retratos de diputados elegidos en las elecciones de 1922, por Alonso, en la revista Caras y Caretas. Bard aparece abajo a la derecha.

Sus palabras cuando fue elegido diputado nacional fueron:

“Fui electo diputado nacional en 1922; tanto en esta ocasión, como siempre, mi candidatura no surgió de combinaciones, no intervine en detalle alguno relacionado con la elección, no pedí nada a nadie para ser votado en la Convención, no soborné con dádivas ni con promesas la conciencia de ningún convencional. Entré por la puerta grande del Congreso, obteniendo el mayor número de sufragios en la Convención partidaria, y lo mismo en el acto eleccionario por el pueblo de la Capital.”

[cita requerida]
Leopoldo significó el arribo de una nueva clase social a la representación pública y al gobierno, producto del aluvión yrigoyenista que ganó la primera elección con voto secreto, esta generó disgusto en los círculos conservadores. Fue sintetizado en las palabras del conservador Benjamín Villafañe Cháves al arribo de yrigoyenistas al gobierno:

“ Era el encumbramiento de la hez de la chuma; la supremacía del analfabeto sobre el hombre instruido; de los Saccones, Bidegain, Bard, Oyhanarte, sobre los apellidos de tradición culta, inteligente, instruída, moral, de abolengo,...”

En esta frase quedaron en la historia los más representativos de los radicales yrigoyenistas, uno de ellos Pedro Bidegain, que también fue diputado por la UCR y el mayor dirigente de la historia del Club Atlético San Lorenzo de Almagro, cuyo actual estadio tiene su nombre, Estadio Pedro Bidegain.
Fue reelecto diputado nacional en 1928 –año en que Yrigoyen triunfa por segunda vez como presidente- y siguió siéndolo hasta el golpe militar de 1930. Durante la proclamación de Hipólito Yrigoyen como candidato a presidente por la Unión Cívica Radical fue Leopoldo quien lo proclamó. Felix Luna lo describe en su libro sobre el líder radical:

“  Y entonces se levanta Leopoldo Bard y pide que Hipólito Yrigoyen sea aclamado candidato a presidente. Fue una explosión. Se canta el Himno Nacional, revolotean banderas y pañuelos durante varios minutos. ¡Yrigoyen! ¡Yrigoyen!”

Leopoldo presenta en la Cámara de Diputados un proyecto de ley de divorcio; indica:

“  Es necesario en esta hora una renovación social, económica y política, dejar de lado las ideas y prejuicios, que pueden haber tenido (con exceso de galantería) su razón de ser o de existir en otra época, pero que deben ser arrojadas para dar paso a las teorías modernas en relación con la hora en que vivimos. […] La sociología, apoyándose en bases del valor de la biología, la psicología, medicina legal, de la antropología, le ofrece sus enseñanzas, sus elementos básicos; y ya el problema no puede ni debe ofrecer resistencias con casos y cosas con las que nada tiene que hacer, bajo el punto de vista fisiológico racional. Desde el momento en que el matrimonio está basado en el consentimiento, si el consentimiento falta, el matrimonio debe dejar de existir. Basado el matrimonio en el amor, si éste por una causa deja de existir, el matrimonio debe quedar anulado de hecho y de derecho.”

Su propuesta de instaurar el divorcio tuvo como consecuencia la férrea oposición política de muchos sectores y de la Iglesia católica.
Logró impulsar dos leyes de su autoría, en 1924: la ley 11.309, que regula la importación, el comercio y las prácticas profesionales sobre alcaloides, y en 1926 la ley 11.331, que se convierte en la primera tipificación de la tenencia de drogas.
En 1926, Bard presentó otro proyecto de ley de derecho al sufragio femenino, alegando:

“Yo entiendo la democracia, creyendo en su incesante progreso, que el sufragio de la mujer debe ser un hecho y que no es sino con profundo dolor que pienso que mientras las Eloísa Rawson de Dellepiane, Delfina Bunge de Gálvez, Margarita Abella Caprile, Alicia Moreau de Justo, Alfonsina Storni,  Julieta Lanteri de Renshaw, Francisca Jacques, Cecilia Grierson, Dolores Lavalle de Lavalle, Helena Larrroque de Roffo, desaparecida prematuramente cuando tanto podía esperarse de su talento y abnegación; y tantas otras benefactoras en el orden social y muchas estudiosas que brindan a raudales su inteligencia en las distintas manifestaciones de la ciencia y el arte…. Todas ellas no pueden votar, se las considera incapaces por la ley y se capacita a tanto semianalfabeto. Esto da grima y suscita lógicas rebeldías en quienes piensan que las mujeres no son esclavas” Y a ese derecho de voto, reservado exclusivamente para los hombres, los constitucionalistas han calificado impúdicamente de `sufragio universal´, dando a entender con una expresión tan impropia, que si las mujeres suman la mitad de los habitantes del país, su opinión es un valor negativo en el manejo de los destinos públicos…”

Bard presentó en 1927 un proyecto de ley para reglamentar las condiciones de trabajo tanto en establecimientos mercantiles como en ingenios, obrajes y establecimientos en los que trabajen indígenas, y destacó en su oratoria la situación de los mismos en diversas provincias del país. También presentó un proyecto de ley de creación del contrato colectivo de trabajo, y otro de conciliación y arbitraje.[cita requerida]
Muchos de los proyectos de ley no pudieron promulgarse debido a que la Cámara de Senadores se encontró con muchos senadores conservadores que impidieron las leyes radicales.
En 1928, junto a otros diputados, presenta un nuevo proyecto, sancionado con el número de ley 11.544, que reglamenta la jornada de trabajo mayor a ocho horas.

### Preso
Luego del golpe militar de 1930, Leopoldo Bard fue encarcelado desde el 9 de septiembre hasta el 13 de octubre de 1930 y desde el 10 de diciembre de ese mismo año hasta el 22 de febrero de 1932. Estuvo detenido en Necochea, en La Plata, en el Departamento de Policía de la ciudad de Buenos Aires (sección Orden Político), en la Penitenciaría Nacional y finalmente, desde el 22 de enero de 1931 y hasta febrero de 1932, en la Cárcel de Encausados. Luego del golpe militar, su domicilio había sido robado e incendiado, entre ellos su biblioteca y cuadros de Ripamonte, Quirós y Fader. Bard se niega a esconderse pues considera que no había delito alguno que hubiera cometido. Jamás podría suponer que sería acusado de integrar un grupo político que pretende "alterar el orden público", de origen extremista, autodenominado el "Klan Radical", una fuerza de choque paramilitar radical-yrigoyenista, que existió en la Argentina entre 1929 y 1930, aproximadamente. Según el diario  La Fronda, el Klan Radical era un grupo de choque del gobierno para perseguir a los disidentes políticos. Si bien no hay mucha información sobre sus miembros, algunos autores señalan que estaban organizados por congresales con contacto directo con los comités radicales
Según el historiador David Rock, el Klan Radical asesinó al político opositor mendocino Carlos Washington Lencinas en diciembre de 1929
Bard sería uno de los presos y torturados por el golpe militar, y acompañaría de esta manera la venganza conservadora contra los dirigente yrigoyenistas, como en el caso similar de Pedro Bidegain.
Durante su segunda detención, Bard es maltratado permanentemente, torturado de diversas maneras y finalmente enviado, enfermo y deprimido, al Hospital Ramos Mejía, el mismo donde había sido practicante y médico de las salas de cirugía de destacados profesionales, jefe, docente y examinador de Clínica Quirúrgica. Dice Bard:

“...a ese mismo hospital llegaba una noche, enfermo, en un camión celular, acompañado por los agentes de policía, con el uniforme de presidiario, en cabeza, completamente rapado y con orden de que me internaran... El médico interno que me dio entrada al hospital y el jefe de la sala en la que fui alojado fueron mis alumnos en los cursos que dicté en la Asistencia Pública.”

Bard había sido detenido por un informe del entonces comisario Julio Alzogaray, quien lo incriminaba, posteriormente al golpe de 1930 y casi un año después de los episodios, de cometer junto a un grupo radical desmanes en la Plaza Once de Septiembre, durante una asamblea de los Centros Culturales Lautaro.
El proceso concluiría en 1932 con la absolución de culpa y cargo de Leopoldo Bard. Pero los episodios vividos con tanto sufrimiento lo alejan de la política y se dedica a la seguridad industrial y la medicina laboral y predicando por la defensa de las condiciones sanitarias y laborales de los trabajadores.[cita requerida]

### Dirigente del fútbol argentino
El Club Atlético River Plate fue fundado el 25 de mayo de 1901 por un grupo de jóvenes del barrio de la Boca, que unificaron dos equipos del barrio, La Rosales y Santa Rosa. Leopoldo Bard fue elegido a la vez como capitán del equipo y presidente del club –lo fue hasta 1909-, en una figura típica de la época en que los jugadores eran, también, los propios dirigentes. Se trataba de jóvenes escolarizados de entre 12 y 18 años a los que une el anhelo de jugar fútbol, y de hacerlo competitivamente: Bard provenía de Santa Rosa, aunque era habitual que estos muchachos jugaran en más de un equipo simultáneamente, o que alternaran de uno a otro.
Fue Leopoldo quien pronunció las primeras palabras como presidente del club:

“Pongamos nuestra fe en la grandeza de un club que ve la luz el mismo día que nació la patria: 25 de mayo”.

Fue reconocido como el presidente del Club Atlético River Plate más importante de su historia.
En los años iniciales de su vida, River Plate se conjugó con el Hospital Muñiz, en el que, como se ha dicho, Bard se desempeñaba como interno, e incluso del mismo hospital obtiene los carpinteros y los tablones necesarios para la casilla y los bancos de la cancha de fútbol que en ese momento ocupaban en la Dársena Sud del barrio de la Boca, luego de ser gestionados los mismos ante el Penna, con el argumento de que los internados del Hospital habían conformado un equipo de fútbol –siendo que en realidad, en River Plate sólo estaban Bard y Livio Ratto en el mismo.
A fines de 1944 integró la Lista Unión Riverplatense, que lideraba el entonces presidente River Plate Antonio Liberti, figura principal de la política de River Plate. Dicha lista vence en las elecciones del 30 de diciembre de 1944, y Bard ingresa como vocal a la Comisión Directiva.
En 1955 concurrió electoralmente en un cargo de base del club, como simple representante de socio. En 1960, el club River Plate publica un texto de autoría de Bard en el cual, hablando del primer terreno y su precaria obtención -alquilado al Ministerio de Hacienda y la administración del puerto en la suma de un peso con cincuenta centavos-Más tarde sería detenido durante algunos meses durante la dictadura de Pedro Eugenio Aramburu por haber sido director general de Higiene y Seguridad del Trabajo, dependiente del Ministerio de Salud de Ramón Carrillo, en la presidencia de Juan Perón.

### Palmarés
| Título           | Club        | País      | Año  |
| ---------------- | ----------- | --------- | ---- |
| Segunda División | River Plate | Argentina | 1908 |

### Médico
Desde sus orígenes como interno al Hospital Muñiz, donde fue recibido por el doctor Penna, continuó con la publicación de más de 800 trabajos y numerosos cursos y charlas. Fue nombrado en 1947 director general de Higiene y Seguridad del Trabajo, dependiente del Ministerio de Salud de Ramón Carrillo, en la presidencia de Juan Perón.

## Masonería
Estuvo vinculado a la masonería, miembro de la logia Liberi Pensatori, en el barrio de La Boca, Suárez 465, donde se fundaron también los Bomberos Voluntarios de La Boca.

## Citas
“ Para qué engolfarnos tanto en las miserias humanas; hagamos que gravite en lo más profundo de nuestro espíritu los ideales de los fundadores y realizadores de la nacionalidad argentina; tratemos de ser dignos de ellos, cada uno en la esfera de acción que le toque actuar, mientras se tenga aliento para vivir, así, solamente así, se llega a la consecución del ideal que perseguimos.”

## Obras literarias
- Estampas de una vida. La fe puesta en un ideal. "Llegar a ser algo" (1957).
- Los peligros de la toxicomanía. Proyecto de ley para la represión del abuso de los alcaloides